# Ludwig Hautzmayer
Ludwig Hautzmayer (az 1920-as évektől Tatai Lajos; 1893. április 25. – 1936. december 9.) az Osztrák–Magyar Monarchia 7 légi győzelmet arató ászpilótáinak egyike volt.

## Élete
Ludwig Hautzmayer 1893. április 25-én született a stájerországi Fürstenfeldben. Grazban érettségizett és a bécsi Műszaki Egyetemen tanult. Az első világháború kitörése után behívták és tartalékos hadnagyként a 7. gyalogezreddel az orosz frontra küldték. 1914. szeptember 8-án megsebesült a lábán. Felépülése után a Léghajós részleghez kérette magát és elvégezte a megfigyelői és műszaki tiszti tanfolyamokat. 1915 márciusában visszaküldték a keleti frontra, a Brzeskóban állomásozó 15. repülőszázadhoz. Itt 40 ellenséges terület feletti bevetést teljesített. Feljebbvalója így jellemezte: "párját ritkítóan lelkes, ösztönösen vakmerő és kedveli a veszélyt... töretlen jókedve és fiatalos fáradhatatlansága révén kifejezetten népszerű a bajtársai körében". 1915 novemberében elkezdte a pilótatanfolyamot, amit a következő év februárjára végzett el. Ekkor áthelyezték az olasz frontra, a 19. repülőszázadhoz, ahol Adolf Heyrowsky parancsnok helyettese volt.
1916. február 18-án Hautzmayer Fokker vadászgépével három olasz Caproni bombázót támadott meg, akik Laibach bombázásából tértek vissza és Merna mellett sikerült egyiküket kilőnie. Március 27-én a Piave folyó hídjai elleni éjszakai támadásban vett részt egy Hansa-Brandenburg C.I felderítő géppel. Április 29-én San Daniele körzetében lőtt le egy olasz repülőt, augusztus 9-én pedig Fokker A.III-as vadászával egy Caudront kényszerített földre. 1916. november 1-én előléptették tartalékos főhadnaggyá. 1917. augusztus 28-án Montfalcone légterében Albatros D.III-mal repülve egy hárommotoros Caproni bombázót lőtt le.
1918 februárjában kinevezték az 51. repülőszázad parancsnokhelyettesévé. Itt március 13-án Spresianónál egy olasz SIA 7B gépet lőtt ki és ezzel megszerezte ötödik légi győzelmét. Március 20-án Hautzmayer a 61. vadászrepülő-század vezetője lett, miután az előző parancsnok elesett. 1918. október 7-én egy ismeretlen típusú brit repülőt, október 27-én pedig egy olasz Ansaldo SVA.5 felderítőt kényszerített földre.
A világháború után magyar feleségével együtt Magyarországra költözött. Az 1920-as évek elején Tatai Lajosra magyarosította a nevét. 1923-28 között a német Junkers cég berepülőpilótájaként, utána pedig a Magyar Légiforgalmi Rt. pilótájaként dolgozott. 1936-ban egyéves szerződést kötött a holland KLM társasággal. December 9-én a London melletti Croydon repülőteréről szállt fel egy Douglas DC–2-es utasszállítóval és a sűrű ködben nekiütközött egy épületnek. A négyfős személyzetből és a 13 utasból tizenöten odavesztek, köztük Hautzmayer (Tatai) is.

## Kitüntetései
- Lipót Rend lovagkeresztje hadidíszítménnyel, kardokkal
- Vaskoronarend III. osztály a hadidíszítménnyel és kardokkal
- Katonai Érdemkereszt III. osztály hadidíszítménnyel és kardokkal
- Ezüst Katonai Érdemérem hadiszalagon, kardokkal
- Bronz Katonai Érdemérem hadiszalagon, kardokkal
- Károly Csapatkereszt

## Győzelmei
| Sorszám | Dátum               | Egysége          | Repülőgépe            | Ellenfele      |
| ------- | ------------------- | ---------------- | --------------------- | -------------- |
| 1       | 1916. február 18.   | 19. repülőszázad | Fokker E.III          | Caproni Ca.I   |
| 2       | 1916. április 29.   | 19. repülőszázad | Hansa-Brandenburg C.I | Bombázó        |
| 3       | 1916. augusztus 9.  | 19. repülőszázad | Fokker E.III          | Caudron        |
| 4       | 1917. augusztus 28. | 19. repülőszázad | Albatros D.III        | Caproni        |
| 5       | 1918. március 13.   | 51. vadászszázad | Albatros D.III        | SIA 7B         |
| 6       | 1918. október 7.    | 61. vadászszázad | Albatros D.III        | EA             |
| 7       | 1918. október 27.   | 61. vadászszázad | Albatros D.III        | Ansaldo S.V.A. |